# Harrier (hundras)
Harrier är en  hundras från Storbritannien.

## Historia
Namnet tros komma av harier, normandiska för jakthund. En annan teori som framförts är att namnet skulle komma av engelskans hare. Men det fanns harrier i Storbritannien innan de började användas för jakt på hare och kanin under 1700-talet.
Den registreras inte av brittiska kennelklubben The Kennel Club, stambok förs av Association of Masters of Harriers and Beagles, men rasen är erkänd av Fédération Cynologique Internationale (FCI). Rasen är vanligare i Frankrike än i Storbritannien.
Mot slutet av 1800-talet användes enstaka harrier i Sverige  och Norge vid renavlingen av de inhemska stövarna, främst den svenska schillerstövaren.

## Egenskaper
Den är en drivande hund av braquetyp som avlats och använts för jakt i koppel (pack) med jägare till häst. I typ och storlek ligger den mellan foxhound och beagle.
Hundarna hålls i flock i jaktkennlar. Den är en utpräglad jakthund, avlad enbart för sina bruksegenskaper och som sällan visas på hundutställning.

## Utseende
Harriern är en medelstor hund med hängande, högt ansatta öron och lång svans. Den har en stark och smidig kropp och benstomme, men är samtidigt lätt byggd. Bröstkorgen är djup. Hårremmen är kort, hård och åtsmitande.